# Desintoxicació digital
S'entén com a digital detox(desintoxicació digital) a una tendència recent que busca evitar i escapar de l'addicció a la tecnologia. Es pot entendre com un fenomen social que vol allunyar a la gent dels dispositius digitals com ara els smartphones o els ordinadors per tal de tornar a connectar amb la societat. El eslogan que defineix aquest moviment es Disconnect to reconnect.
Avui dia cada cop més gent pateix de problemes físics i psicològics derivats d'una obsessió a aquestes tecnologies que ens envolten. Aquesta tendència té com a finalitat evitar l'abús i l'obsessió a les noves tecnologies, entenent que això pot comportar problemes en la nostra salut mental. Reivindica prendre consciència d'això i buscar maneres de portar una dieta digital més controlada. El fenomen Digital Detox pot recordar al que va suposar el ludisme en el seu moment traslladat a la revolució digital dels nostres dies.
Segons l'organització Digitaldetox.org, el 61% dels internautes globals confessa tenir algun nivell d'addicció a la Xarxa. Així mateix, el nord-americà mitjà admet passar almenys el 30% del seu temps en Internet revisant actualitzacions a les seves xarxes socials, tot i que no ho impliquin i siguin simples avisos.

## Perills de l'abús a les tecnologies
Actualment se sap que l'organ del nostre cos que més pateix a conseqüència de l'abús a les pantalles és l'ull. Cada dia hi han més casos de miopia diagnosticats. Estudis recents demostren que fem una mitjana de 9 parpallejos quan mirem la televisió o el movil mentre que, en una conversa normal arribem a parpallejar uns 20 cops. La vista cansada és un dels principals símptomes en ambients on l'ull està exposat durant una llarga estona a una pantalla digital. En aquests casos es recomana fer pauses sovint així com utilitar pantalles protectores.
També són comunes les lesions cervicals derivades de males postures sobretot a l'hora d'utilitar ordinadors.
Els símptomes de les persones que utilitzen massa els seus artefactes tecnològics són molt similars a aquells que depenen d'algun tipus de droga, segons ho consideren analistes com Marc Masio, psicòleg i creador del Programa Desconect@

## Digital Detox Sunglasses
Oficialment anomenades IRL Glasses han sortit recentment al mercat, són unes ulleres que utilitzen un filtre polaritzador el qual aconsegueix que el nostre ull no pugui percebre les pantalles digitals.